# Diploschistes isabellinus
Diploschistes isabellinus är en lavart som beskrevs av Zahlbr. Diploschistes isabellinus ingår i släktet Diploschistes och familjen Graphidaceae.   Inga underarter finns listade i Catalogue of Life.